# Antje Roggenkamp
Antje Roggenkamp (zeitweise auch Antje Roggenkamp-Kaufmann; * 7. August 1962 in Gütersloh) ist eine deutsche evangelische Theologin.

## Leben
Von 1981 bis 1987 studierte sie evangelische Theologie, Romanistik, Pädagogik und Psychologie an der WWU Münster, an der Universität Paris 1 und an der Georg-August-Universität Göttingen. Nach der Promotion 1991 und der Habilitation 2000 arbeitete sie von 2004 bis 2015 als Gymnasiallehrerin in Göttingen und vertrat während dieser Zeit verschiedene Professuren und nahm Gastprofessuren wahr. Seit 2015 ist sie Professorin für Praktische Theologie mit dem Schwerpunkt Religionspädagogik in Münster.
Ihre Forschungsschwerpunkte sind Praxeologie und Praktische Theologie/Religionspädagogik, artefaktorientierte Didaktik, kirchliche Begleitung von Lehramtsstudierenden, Theologisieren mit Kindern und Jugendlichen, transnationale Religionspädagogik, historische Religionspädagogik, forschendes Lernen und empirische Methoden, Videographien in Religionsunterricht und Religionspädagogik und ökumenisch-Interreligiöses Lernlabor.
Roggenkamp ist mit dem Kirchenhistoriker Thomas Kaufmann verheiratet und hat drei Kinder.

## Schriften
- Der Protestant André Gide und die Bibel. Vandenhoeck & Ruprecht, Göttingen 1994, ISBN 3-525-87806-0.
- Religionspädagogik als „Praktische Theologie“. Zur Entstehung der Religionspädagogik in Kaiserreich und Weimarer Republik. Evangelische Verlagsanstalt, Leipzig 2001, ISBN 3-374-01855-6.
- mit Verena M. Hartung: Theologisieren mit eigenen Gottesbildern. Brüche und Spannungen in Gottesdarstellungen von Kindern und Jugendlichen. Lit, Berlin 2020, ISBN 978-3-643-14537-6.
- mit Britta Konz: Vielgestaltige Christusansichten. Im Theologisieren Unbeachtetes entdecken (= Bibel – Schule – Leben. Band 12). Lit, Berlin/Münster 2022, ISBN 978-3-643-15114-8.